# Rock and roll revival
Rock and Roll Revival – gatunek muzyczny, powstały w drugiej połowie lat 60. XX wieku. Nazwa oznacza z języka angielskiego „odrodzenie rock and rolla”. 
Podczas gdy największą popularność zyskiwały zespoły grające muzykę psychodeliczną i acid rockową (np. Syd Barrett, Jefferson Airplane) zespoły takie, jak Creedence Clearwater Revival i Wild Angels stylistycznie inspirowały się klasycznym rock'n'rollem (Carl Perkins, Gene Vincent). Później, w latach 80. XX wieku gatunek ten reprezentowały takie zespoły, jak: Old Formation czy też duety (The Intellectuals).